# Skeptic's Dictionary
The Skeptic's Dictionary（ジ・スケプティクス・ディクショナリー）は、ロバート・キャロルが執筆している、迷信、オカルト、疑似科学といったテーマについてのエッセイを多数収録しているウェブサイト。

## 概説
著者のロバート・キャロルはアメリカのサクラメント・シティー・カレッジで哲学科講師を務めていた人物。同サイトは1994年、ロバート・キャロルによって50ほどの記事だけを元に始められた。その後少しずつ記事が追加・改訂されていき、2003年には John Wiley & Sons社 より、コンテンツが書籍として出版された。その後も記事は追加されていき、2007年には記事数500本以上、月間のアクセス者数で100万人以上を数えるようになった。
2003年に同サイトの内容を書籍化した『The Skeptic's Dictionary: A Collection of Strange Beliefs, Amusing Deceptions, and Dangerous Delusions』が刊行された。2008年には、その日本語翻訳版『懐疑論者の事典』が刊行された。
「Dictionary」あるいは「事典」と銘打ってあるが、現代の一般的な辞書や事典のように、数十名～数百名の研究者・学者が執筆し各項目をしっかりと査読してから出版されているものではなく、あくまでロバート・キャロルひとりで自由にエッセーを執筆したものである。

## コンテンツ
主なコンテンツは次のような領域に関連するものである。
- 宇宙人、UFO、未確認動物学
- 科学、科学哲学
- ジャンク・サイエンス（疑似科学）
- 超自然現象、超常現象
- 偽医療
- ニュー・エイジ
- 捏造、詐欺
- 論理学、認識論